# Џејн Гардам
Џејн Мери Гардам (енгл. Jane Mary Gardam; Котам, 11. јул 1928 — Чипинг Нортон, 28. април 2025) била је енглески писац белетристике за децу и одрасле. Такође је писала критике за The Spectatorи The Telegraph, и писала је за BBC радио. Живела је у Кенту, Вимблдону и Јоркширу. Добитница је бројних књижевних награда, укључујући два пута награду Витбрид. Именована је за официра Ордена Британске империје на новогодишњим почастима 2009. 

## Биографија
Гардам је рођена у Котаму, Северни Јоркшир, чији су родитељи Вилијам и Кетлин Мери Пирсон, а одрастала је у Камберленду и Северном Рајдингу Јоркшира. Док је била у школи била је инспирисана мобилним позориштем за све жене које је водила Nancy Hewins која је креирала "She Stoops to Conquer".  Са седамнаест година добила је стипендију за читање енглеског језика на Бедфорд колеџу у Лондону, који је сада део Royal Holloway, Универзитет у Лондону (БА енглески, 1949).  Након што је напустила универзитет, Гардам је радила на бројним пословима везаним за књижевност, почевши као путујући библиотекар Црвеног крста за болничке библиотеке, а касније као новинар.  Удала се за David Gardam QC и имали су троје деце, Тима, Кетрин (Кити) Николсон, ботаничку уметницу која је умрла 2011,  и Тома.
Гардамова прва књига била је дечји роман A Long Way From Verona (Дуг пут из Вероне), прича у првом лицу 13-годишње девојчице, објављена је 1971.  Освојио је награду Феникс Удружења за дечију књижевност 1991. године, која признаје најбољу књигу за децу објављену двадесет година раније која није добила велику награду.  Године 1989. Гардам је била у жирију (тадашње) Whitbread Book Award, сада познате као Књижевна награда Коста. 
У својим најновијим белетристичким делима истраживала је сродне теме и препричавала приче из различитих углова у три романа: Old Filth (2004),  The Man in the Wooden Hat (Човек у дрвеном шеширу) (2009) и Last Friends (Последњи пријатељи) (2013). Један амерички рецензент је приметио да њена забринутост због „замршене мреже манира и класа својствених становницима њене домовине“ не објашњава зашто је остала мање позната међународној публици од њених енглеских савременика.  Препоручио је Old Filth због његове „типичне изврсности и компулзивне читљивости“, коју је написала романописка „на врхунцу своје форме“.  The Spectator је похвалио The Man in the Wooden Hat (Човека у дрвеном шеширу) због његове „богате сложености хронологије, подешавања и ликова, којима се манипулише са невероватном спретношћу“.  У 2015, BBC-јева анкета је изгласала Old Filth међу 100 највећих британских романа. 

## Радови и признања

### Књиге за децу
- A Long Way from Verona (Дуг пут из Вероне) (1971).
- A Few Fair Days (Неколико сајамских дана) (1971).
- The Summer After the Funeral (Лето после сахране) (1973).
- Bridget and William (Бриџит и Вилијам) (1981)
- The Hollow Land (Шупља земља)(1981), добила је Whitbread Children's Book Award 1983.
- Horse (Коњ) (1982).
- Kit (1983).
- Kit in Boots (1986).
- Swan Лабуд (1987).
- Through the Doll's House Door (Кроз врата куће за лутке) (1987).
- Black Woolly Pony (Црни вунасти пони) (1993).
- Tufty Bear  (1996).
- The Kit Stories (1998).

### Збирке кратких прича
- Black Faces, White Faces (Црна лица, бела лица) (1975), Меморијална награда Винифред Холтби (1975).
- The Sidmouth Letters (Писма Сидмута) (1980).
- The Pangs of Love and Other Stories (Муке љубави и друге приче) (1983), награда Кетрин Менсфилд (1984).
- Showing the Flag and Other Stories (Показивање заставе и друге приче) (1989).
- Trio: Three Stories from Cheltenham (Трио: Три приче из Челтенхема) (1993).
- Going into a Dark House (1994), PEN/Macmillan Silver Pen Award (1995).
- Missing the Midnight (Недостаје поноћ)(1997)
- The Green Man (Зелени човек) (1998).
- The People on Privilege Hill (2007), номинован за Националну награду за кратку причу [10]
- The Stories of Jane Gardam (Приче Џејн Гардам) (2014).

### Новеле
- Bilgewater (1977).
- God on the Rocks (1978); *Prix Baudelaire (France) (1989): номинација за Награду Букер за најбољу новелу (1978).
- Crusoe's Daughter (1985).
- The Queen of the Tambourine (1991); Whitbread Novel Award (1991).
- Faith Fox (1996).
- The Flight of the Maidens (2000).
- Old Filth (2004).
- The Man in the Wooden Hat (2009).
- Last Friends (2013), у ужем избору за награду Фолио 2014.[11][12]

### Документарна литература
- The Iron Coast (Гвоздена обала) (1994).